# Lozi
Het Lozi (Lozi: SiLozi) is een Bantoetaal, die vooral in de Western Province van Zambia (oftewel autonoom Barotseland) wordt gesproken. Daarnaast wordt de taal gesproken in Zimbabwe, in Botswana en in de Caprivistrook in Namibië. In Zambia is het Lozi een van de zeven regionale talen die erkenning genieten als national language en in 1977 een officiële spelling kregen. Het aantal sprekers bedraagt in Zambia ca. een half miljoen. Bij de volkstelling van 2000 gaf 10,9% van de Zambianen het Lozi als eerste of tweede taal op. Ook in Namibië is het Lozi een erkende national language.
Het Lozi maakt binnen de familie van de Bantoetalen deel uit van de Sotho-Tswanatalen. De taal ontstond in de 19de eeuw, toen het Kololo-volk, dat Zuid-Sotho sprak, vanuit de huidige Zuid-Afrikaanse provincie Vrijstaat naar de Western Provinces trok en daar het gebied van de Luyana´s veroverde. Die waren veel eerder naar dit gebied getrokken en spraken een taal die verwant is aan het Luba-Kasai uit Congo. De Luyana gingen over op de taal van de Kololo's, maar in het resulterende Lozi, de taal die na de verdrijving van de Kololo´s door de Luyana´s in 1869 achterbleef, was een grote substraatinvloed van het Luyana aanwezig. Ook onderging het Lozi invloed van andere talen in het gebied, omdat het er als lingua franca ging fungeren.